# Bilacunaria
Bilacunaria là chi thực vật có hoa trong họ Apiaceae.